# Cleptornis marchei
Cleptornis marchei é uma espécie de ave da família Zosteropidae. É a única espécie dentro do gênero Cleptornis. O olho branco dourado já foi considerado um honeyeater na família Meliphagidae e, embora agora seja conhecido como um olho branco, sua posição nessa família ainda é incerta. A espécie é restrita às ilhas de Saipã e Aguijã nas Ilhas Marianas Setentrionais, onde é simpátrica, e competia com as relacionadas, Zosterops conspicillatus [en]. O olho branco dourado tem plumagem dourada e um anel de olho pálido. Alimenta-se de insetos, frutas e néctar e forrageia em pares ou pequenos grupos familiares. A ave é monogâmica e põe dois ovos em um pequeno ninho de xícara. uma espécie de ave da família Zosteropidae.
Evidências fósseis mostram que o olho branco dourado também ocorreu em Tiniã e Rota, mas foi extirpado nesses locais pelo impacto das atividades humanas. Apesar de sua abundância atual em Saipã e Aguijã, e o fato de estar entre as maiores densidades registradas para qualquer ave, é considerada ameaçada de extinção. Ele está ameaçado pela cobra marrom invasora, que se estabeleceu nas proximidades de Guam, e espera-se que esse predador cause um rápido declínio na população se atingir Saipã. Esforços estão em andamento para controlar as cobras e criar o olho branco em zoológicos.
É endémica de Marianas Setentrionais. Os seus habitats naturais são: florestas subtropicais ou tropicais húmidas de baixa altitude, matagal húmido tropical ou subtropical e áreas urbanas. Está ameaçada por perda de habitat.

## Distribuição e habitat

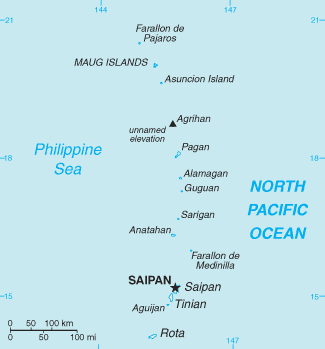
O olho branco dourado é distribuído em Saipã e Aguijã nas Ilhas Marianas do Norte.

O olho branco dourado é endêmico das Ilhas Marianas do Norte, no oeste do Oceano Pacífico, onde atualmente ocorre nas ilhas de Saipã e Aguijã. Dentro de seu alcance, ocupa uma variedade de habitats, naturais e artificiais. É comum em matas nativas, particularmente florestas calcárias, mas também ocorre em matagal aberto e áreas suburbanas. Em Saipã, os únicos habitats dos quais está ausente são os pântanos ao redor do Lago Susupe e as savanas gramíneas.

## Descrição
O olho branco dourado difere dos outros olhos brancos por ter olhos grandes e uma pena de asa primária externa que não é reduzida (como nas outras espécies). É um grande Zosteropidae, 14 cm (5,5 pol) de comprimento e pesando cerca de 20 g (0,7 oz). A espécie tem plumagem brilhante e inconfundível, com: uma cabeça amarelo-alaranjada acoplada com um anel ocular pálido; costas, asas e cauda amarelo-esverdeadas; e partes inferiores laranja douradas. O bico e as pernas também são laranja. A plumagem de ambos os sexos é semelhante; os machos podem ser diferenciados das fêmeas apenas quando examinados na mão, já que os machos têm asas mais longas que as fêmeas. Os juvenis têm plumagem semelhante, embora mais opaca que a dos adultos, com manchas acastanhadas no rosto e pescoço e listras marrom-amareladas no peito. Os juvenis também têm contas escuras e pernas maçantes.
O Cleptornis marchei faz uma variedade de chamadas. A música é um longo gorjeio rouco, traduzido como "séé mé-can you séé mé-I can séé yóú-can you séé mé". A espécie também faz chamadas e assobios mais curtos quando em bandos e em voo. Os filhotes emitem assobios lamentosos quando imploram por comida de adultos.

## Comportamento
Como outros olhos brancos, o olho branco dourado é diurno. Em contraste com o olho-branco freado, que forrageia em grupos e não é territorial, o olho-branco dourado ocorre em pares ou pequenos grupos familiares consistindo de um par reprodutor e filhotes emplumados. O olho branco dourado também é territorial, e os pares vão cantar ao longo do dia em resposta aos pares vizinhos. Os grupos podem se tornar agressivos quando se encontram. O olho branco dourado também é agressivo com o olho branco menor, afugentando-o de comida e poleiros e voando entre bandos deles para dispersá-los. Enquanto persegue outros passeriformes da floresta, é menos agressivo com eles e, de fato, o rufous fantail [en] procura o olho branco dourado, forrageando atrás dele para capturar insetos liberados pela última espécie. O olho-branco-dourado é socialmente dominante sobre os olhos-brancos e as caudas-de-leão-ruivo, mas é subordinado ao myzomela da Micronésia e é perseguido por essa espécie. Também é ocasionalmente perseguido pelos fantails se se aproximar muito de seus ninhos.

### Dieta e alimentação

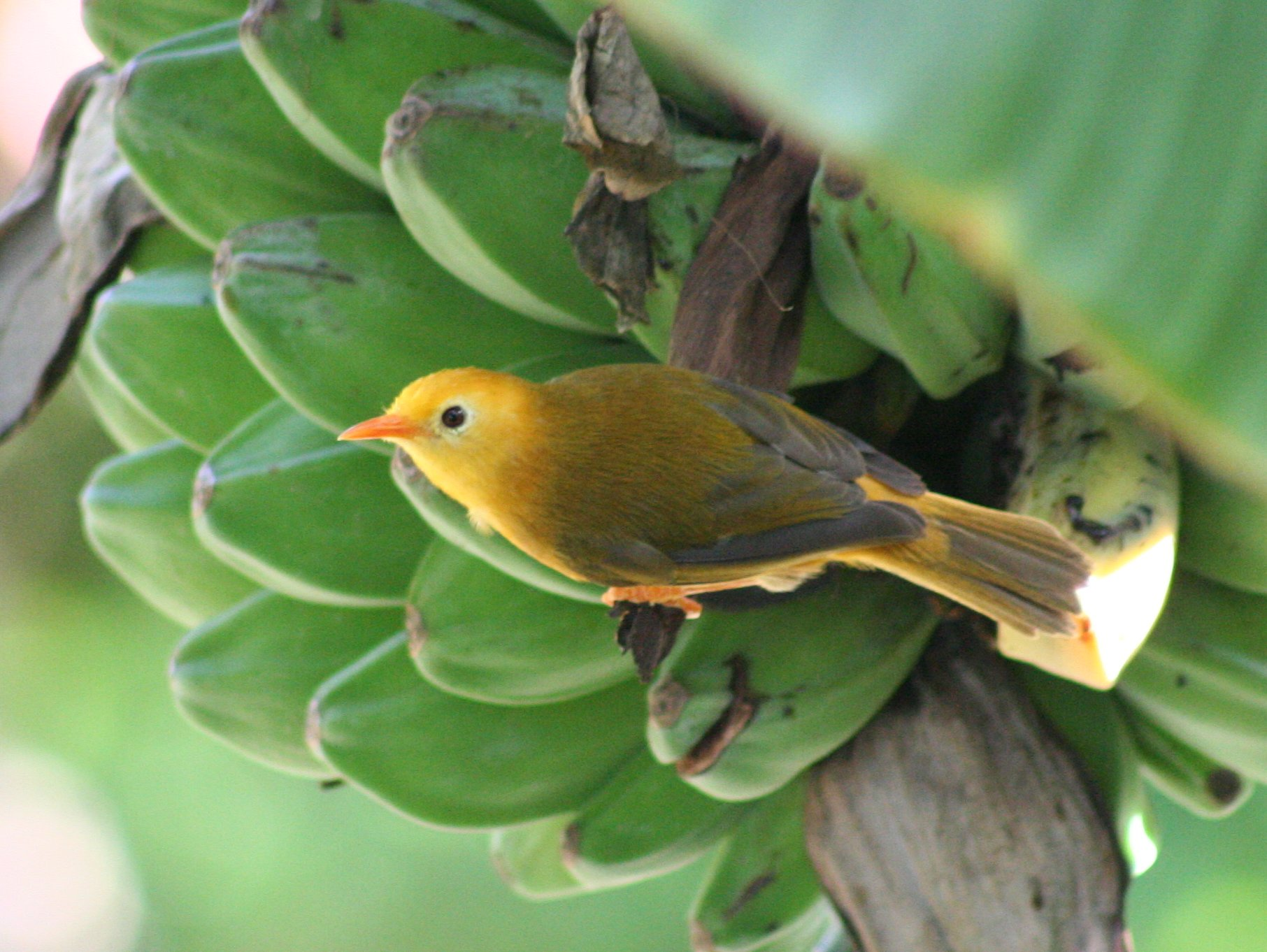
Um olho branco dourado se alimentando de bananas.

O olho branco dourado é generalista, alimentando-se de frutas, bagas e insetos. O néctar faz parte da dieta e, juntamente com o myzomela da Micronésia e o olho-branco, o olho-branco dourado é um polinizador de algumas árvores, embora não tão importante quanto essas outras espécies. Os insetos podem ser colhidos da casca das árvores e das folhas, ou capturados no ar. Certas espécies de árvores são preferidas como habitat de forrageamento. A árvore comum da floresta Cynometra ramifolia é a árvore mais favorecida e usada com mais frequência do que a igualmente comum Guamia mariannae. Há uma sobreposição considerável entre a faixa de forrageamento desta espécie e a do olho branco, mas o olho branco dourado é mais generalizado em sua dieta. Dentro da floresta há alguma divisão de nicho, com os olhos-brancos, e myzomelas da Micronésia, alimentando-se principalmente no dossel da floresta, e os olhos-brancos dourados se alimentando tanto no dossel quanto no sub-bosque da floresta, bem como uma variedade de árvores e arbustos menores. Compartilha o sub-bosque com o fantail ruivo, que tem uma técnica de alimentação diferente. Em uma escala menor, ocorre particionamento adicional. O olho-branco-dourado mostra diferenças no microhabitat preferido para a obtenção de insetos, por exemplo, alimentando-se de folhas e galhos mortos, enquanto o olho-branco freiado prefere insetos em folhas vivas. É o mais generalizado de todos os passeriformes florestais existentes em Saipan. Tem sido sugerido que a versatilidade na dieta e na técnica de forrageamento é uma adaptação aos desafios apresentados pelos tufões, que podem alterar drasticamente a estrutura da floresta.

## Ameaças e conservação

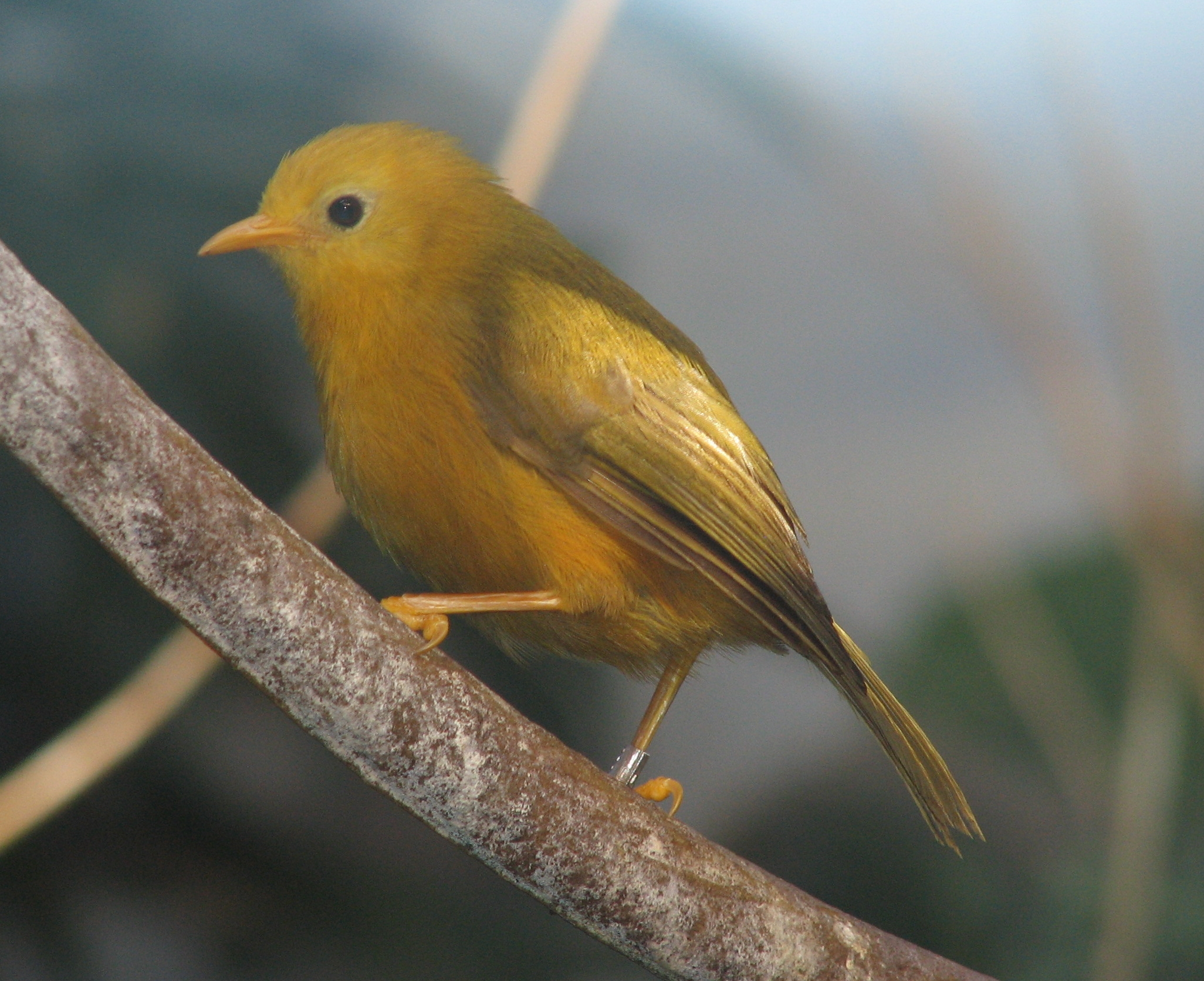
A reprodução em cativeiro está sendo tentada em alguns zoológicos para salvar o futuro desta espécie.

O alcance do olho branco dourado diminuiu consideravelmente desde a chegada dos humanos às Ilhas Marianas. Ossos fósseis desta espécie foram encontrados nas ilhas vizinhas de Tiniã e Rota, e pode ter ocorrido em Guam e outras ilhas nas Marianas.